# Лавриненко Юрій Олександрович
Лавриненко Юрій Олександрович — радянський і український звукооператор.
Народ. 8 листопада 1944 р. в родині робітника. Закінчив електротехнічний факультет Ленінградського інституту кіноінженерів (1987).
Член Національної спілки кінематографістів України.

## Фільмографія
Брав участь у створенні фільмів:
- «Чекайте зв'язкового» (1979)
- «Розповіді про кохання» (1980, т/ф, 2с)
- «Високий перевал» (1981)
- «Історія одного кохання» (1981, т/ф)
- «Розсмішіть клоуна» (1984, т/ф, 2с, у співавт.)
- «Десь гримить війна» (1986)
- «Генеральна репетиція» (1988)
- «В далеку путь» (1989)
- «Нині прослався син людський» (1990)
- «Ніч самогубця» (1991)
- «Записки кирпатого Мефістофеля» (1994)
- «Убивство у зимовій Ялті» (2006) та ін.